# Sainte-Colombe-de-Villeneuve
 Sainte-Colombe-de-Villeneuve  là một xã của tỉnh Lot-et-Garonne, thuộc vùng Nouvelle-Aquitaine, tây nam nước Pháp.